# Jardim D’América
Vista parcial do edifício
Jardim D’América  é um edifício localizado na cidade de Cuiabá, no Centro-oeste do Brasil. Concluído em 2014, o edifício é o 5° mais alto do estado de Mato Grosso, possui 30 andares e uma altura de 125 metros de altura. Localizado em um dos bairros nobres de Cuiabá, e ao lado do Shopping 3 Américas, é o segundo edifício mais alto do bairro dando um charme ainda maior para o empreendimento.